# يوشي أوزاكي
يوشي أوزاكي (باليابانية: 尾﨑 勇史) (مواليد 24 مارس 1969)، هو لاعب كرة قدم ياباني سابق كان يلعب كحارس مرمى.

## روابط خارجية
- يوشي أوزاكي على موقع رابطة كرة القدم اليابانية للمحترفين (اليابانية)
- يوشي أوزاكي على موقع عالم كرة القدم.نت (الإنجليزية)